# Suore missionarie del Cuore Immacolato di Maria
Le Suore Missionarie del Cuore Immacolato di Maria sono un istituto religioso femminile di diritto pontificio: le suore di questa congregazione pospongono al loro nome la sigla I.C.M.

## Storia
La congregazione fu fondata da Marie Louise De Meester (1857-1928), già canonichessa di Sant'Agostino nel monastero belga di Ypres: desiderosa di dedicarsi all'apostolato missionario, nell'ottobre 1897 insieme con la novizia Ursula de Jonckheere si stabilì a Mulagumudu, nel Kerala, dove assunse la direzione di un orfanotrofio.
Il vescovo di Quilon, Ferdinando di Santa Maria Ossi, diede alla comunità delle nuove costituzioni e l'8 dicembre 1897 la de Meester diede formalmente inizio alla nuova congregazione.
La congregazione godette anche del sostegno del governo britannico ed ebbe subito una notevole fioritura: furono presto ricevute religiose indigene e nel 1908 la fondatrice aprì un noviziato a Roeselare, il suo paese natale, per reclutare e formare nuove missionarie.
L'istituto ricevette il pontificio decreto di lode il 17 giugno 1911 e le sue costituzioni ottennero l'approvazione definitiva della Santa Sede il 1º ottobre 1926.
La denominazione originale di "Canonichesse Missionarie di Sant'Agostino" fu semplificata nel 1958 in "Missionarie di Sant'Agostino" e nel 1963 fu mutata definitivamente in "Missionarie del Cuore Immacolato di Maria", per sottolineare gli antichi legami con i missionari di Scheut.

## Attività e diffusione
Le religiose si prestano a svolgere tutte le attività necessarie in terra di missione: istruzione, assistenza a orfani, anziani e malati e altro.
Sono presenti in Europa (Belgio, Italia), in Africa (Burundi, Camerun, Ciad, Repubblica Democratica del Congo), in Asia (Filippine, Hong Kong, India, Mongolia, Taiwan) e nelle Americhe (Brasile, Dominica, Giamaica, Guatemala, Stati Uniti d'America); la sede generalizia, dal 1969, è a Roma.
Alla fine del 2008 la congregazione contava 797 religiose in 112 case.